# Hauterive (Yonne)
Hauterive és un municipi francès situat al departament del Yonne i la regió de Borgonya - Franc Comtat. El 2019 tenia 389 habitants.